# France-Albert René
Pour les articles homonymes, voir René.
France-Albert René, dit Albert René, né le 16 novembre 1935 à Victoria sur l'île de Mahé et mort le 27 février 2019 à Victoria,, est un homme politique seychellois, deuxième président de la république des Seychelles de 1977 à 2004.

## Biographie
Né en novembre 1935 d'un père appartenant à l'administration de l'archipel et d'une mère couturière, France-Albert René fait ses études à Victoria aux Seychelles. À 17 ans, ayant obtenu une bourse de l’Église catholique, il se rend en Suisse, au séminaire des Capucins de Saint-Maurice, dans le canton du Valais, envisageant à l'époque de devenir membre du clergé. Puis il s'installe en Angleterre et y commence des études de droit au St Mary's College de Southampton et au King's College de Londres. 
Il revient en 1957, avocat, aux Seychelles à 1961. À l'étranger, il s'est fortement impliqué dans la politique du Parti travailliste, alors dirigé par Clement Attlee et plus tard Hugh Gaitskell. Ces expériences l'ont amené à adopter une idéologie socialiste modérée, favorable à une intervention de l'État dans l'économie et à des liens étroits avec des forces conservatrices telles que l'Église catholique romaine. En 1964, il forme le Parti unifié du peuple des Seychelles, précurseur du Parti populaire des Seychelles et qui affiche parmi ses objectifs d'obtenir l'indépendance de l'archipel.  Il est le représentant de ce parti à la conférence constitutionnelle de Londres en 1970. Depuis la fin de la Seconde Guerre mondiale, une assemblée représentative est impliquée dans les décisions du gouverneur britannique. Il est élu à cette assemblée en novembre 1970, occupant l'un des cinq sièges obtenus par son parti, les dix autres revenants au parti animé par James Mancham, le Parti démocratique des Seychelles. Il devient de fait le leader de l'opposition. Réélu en mars 1974, et faisant toujours campagne pour l'indépendance de l'archipel, il participe à la seconde conférence constitutionnelle de Londres de janvier 1975.
Cette même année 1975, les Seychelles obtiennent le statut de «colonie autonome». Il forme, avec le parti majoritaire de James Mancham, un gouvernement de coalition, mis en place en juin 1975. En octobre 1975, il devient ministre des travaux publics et du développement. En janvier 1976, il participe à une dernière conférence constitutionnelle à Londres.
Premier ministre dès le 29 juin 1976, jour de l'indépendance, cet avocat d'ascendance française profite d'un voyage officiel du président James Mancham à Londres pour s'emparer du pouvoir, sans violence, lors d'un coup d'État le 5 juin 1977. Il reste à la tête de l'archipel pendant près de 27 ans, instaurant un régime socialiste à parti unique, de tendance marxiste, dans lequel le pouvoir est monopolisé par le Parti populaire uni seychellois. Il se soucie notamment des conditions de vie, de l'accès à l'éducation et aux soins de santé. Il crée diverses institutions sociales, des logements et des services médicaux et opte pour la gratuité des soins de santé. Pour autant, il n'est pas tendre pour ses opposants. Certains sont contraints à l'exil, et son équipe au pouvoir est soupçonnée d'être à l'origine de disparitions.
Les pressions de la France, notamment après le discours de La Baule le 20 juin 1990, dans le cadre de la 16e conférence des chefs d’État d’Afrique et de France, incitent France-Albert René à engager des réformes politiques et économiques. En 1991, il réintroduit un pluralisme politique. Il développe également un tourisme de luxe dans l'archipel, qui affiche  l'un des niveaux de vie les plus élevés d'Afrique,. Réélu lors de scrutins pluralistes en 1993, 1998 et 2001, il choisit de démissionner de ses fonctions le 14 avril 2004, pour céder sa place à son vice-président James Michel,. Son parti est rebaptisé pour l’occasion Parti du peuple (Lepep, aujourd'hui Seychelles unies). Jusqu'en 2018, il continue pour autant à se rendre dans un bureau au siège de ce parti.
Il meurt le 27 février 2019, âgé de 83 ans,.